# Светлое (Крым)
Све́тлое (до 1948 года Я́нцево, ранее Тама́к-Кирги́з; укр.  Світле, крымскотат. Tamaq Qırğız, Тамакъ Къыргъыз) — село в Джанкойском районе Крыма (согласно административно-территориальному делению Украины — в Светловском сельском совете Автономной Республики Крым, согласно административно-территориальному делению России — Светловском сельском поселении Республики Крым).

## Население
| 2001 | 2014  |
| ---- | ----- |
| 2330 | ↘1608 |

Всеукраинская перепись 2001 года показала следующее распределение по носителям языка
| Язык       | Процент |
| ---------- | ------- |
| русский    | 83.91   |
| украинский | 14.12   |
| другие     | 1.45    |

### Динамика численности
| - 1805 год — 48 чел. - 1900 год — 30 чел. - 1915 год — 5/50 чел. - 1926 год — 26 чел. | - 1989 год — 2403 чел. - 2001 год — 2330 чел. - 2014 год — 1608 чел. |

## Современное состояние
На 2017 год в Светлом числится 22 улицы, 3 переулка, комплекс строения автогаража и 9-й км автодороги Азовск — Стефановка; на 2009 год, по данным сельсовета, село занимало площадь 249 гектаров на которой, в 814 дворах, проживало более 2,1 тысячи человек. В селе действуют средняя общеобразовательная школа, детский сад «Солнышко», библиотека, амбулатория общей практики семейной медицины, отделение Почты России, церковь иконы Божией Матери «Иверская». Светлое связано автобусным сообщением с райцентром, городами Крыма и соседними населёнными пунктами.

## География
Светлое — большое село на востоке района, в Крымской степи, на левом берегу впадающего в Сиваш безымянного ручья, превращённого в коллектор Северо-Крымского канала, высота центра села над уровнем моря — 14 м. Ближайшие сёла: Бородино метрах в 200 на восточном берегу ручья, Новосельцево в 4 км на юг, Табачное в 3,5 км на юго-запад и Нижние Острожки в 3 км на север. Расстояние до райцентра — около 31 километра (по шоссе), ближайшая железнодорожная станция — Азовская (на линии Джанкой — Феодосия) — примерно в 9 километрах. Транспортное сообщение осуществляется по региональной автодороге 35Н-169 Азовское — Стефановка (по украинской классификации — С-0-10445).

## История
Первое документальное упоминание села встречается в Камеральном Описании Крыма… 1784 года, судя по которому, в последний период Крымского ханства Бьюк Кырыимас входил в Таманский кадылык Карасубазар ского каймаканства. После присоединения Крыма к России (8) 19 апреля 1783 года, (8) 19 февраля 1784 года, именным указом Екатерины II сенату, на территории бывшего Крымского Ханства была образована Таврическая область и деревня была приписана к Перекопскому уезду. После Павловских реформ, с 1796 по 1802 год, входила в Перекопский уезд Новороссийской губернии. По новому административному делению, после создания 8 (20) октября 1802 года Таврической губернии, Тамак-Киргиз был включён в состав Таганашминской волости Перекопского уезда.
По Ведомости о всех селениях в Перекопском уезде состоящих с показанием в которой волости сколько числом дворов и душ… от 21 октября 1805 года в деревне Тама-Киргиз в 8 дворах проживало 48 крымских татар. На военно-топографической карте генерал-майора Мухина 1817 года в деревне Биюк Киргиз обозначено 9 дворов. После реформы волостного деления 1829 года Тамак Киргиз, согласно «Ведомости о казённых волостях Таврической губернии 1829 года», отнесли к Башкирицкой волости (переименованной из Таганашминской). На карте 1836 года в деревне 9 дворов, а на карте 1842 года Тамак-Киргиз обозначен условным знаком «малая деревня», то есть, менее 5 дворов.
В 1860-х годах, после земской реформы Александра II, деревню приписали к Байгончекской волости. Согласно «Памятной книжке Таврической губернии за 1867 год», деревня Томак Киргиз была покинута жителями в 1860—1864 годах, в результате эмиграции крымских татар, особенно массовой после Крымской войны 1853—1856 годов, в Турцию и оставалась в развалинах и, если на трехверстовой карте 1865 года деревня ещё обозначена, то на карте, с корректурой 1876 года её уже нет.
Меннонитский хутор крымского немца Янцена на месте опустевшей деревни в Ак-Шеихской волости Перекопского уезда возник, вероятно, в конце XIX века, поскольку впервые в доступных источниках встречается в «…Памятной книжке Таврической губернии на 1900 год», согласно которой в Томак-Киргизе числилось 30 жителей в 1 дворе. По Статистическому справочнику Таврической губернии. Ч.II-я. Статистический очерк, выпуск пятый Перекопский уезд, 1915 год, в экономии Томак-Киргиз (Янцена) Ак-Шеихской волости Перекопского уезда числился 1 двор с немецким населением в количестве 5 человек приписных жителей и 50 — «посторонних», из которых 39 мужчин и 16 женщин. В экономии числилось 1210 десятин удобной земли. В хозяйстве имелось 45 лошадей, 90 волов, 60 коров и 68 голов мелкого скота.
После установления в Крыму Советской власти, по постановлению Крымревкома от 8 января 1921 года № 206 «Об изменении административных границ» была упразднена волостная система и в составе Джанкойского уезда был создан Джанкойский район. В 1922 году уезды преобразовали в округа. 11 октября 1923 года, согласно постановлению ВЦИК, в административное деление Крымской АССР были внесены изменения, в результате которых округа были ликвидированы, основной административной единицей стал Джанкойский район и село включили в его состав. Согласно Списку населённых пунктов Крымской АССР по Всесоюзной переписи 17 декабря 1926 года, в хуторе Томак-Киргиз, в составе упразднённого к 1940 году Антониновского сельсовета Джанкойского района, числилось 10 дворов, все крестьянские, население составляло 26 человек, из них 19 русских, 3 болгарина, 1 немец и 1 украинец. Постановлением Совета народных комиссаров 29 апреля 1929 года на базе экономии был организован учебно-производственный совхоз НКВД «Молодая гвардия», для обучения сельхознавыкам подростков из колоний для бывших беспризорников и детских домов, просуществовавшая 9 лет, до апреля 1938 года. После образования в 1935 году Колайского района село включили в его состав.
Во время Великой Отечественной войны 23 апреля 1944 года над селом, при исполнении боевого задания, был сбит самолёт По-2 60-го гвардейского бомбардировочного авиаполка. Экипаж бомбардировщика в составе лейтенантов Гапотченко Н. И. и Федоренко Д. С., а также рядового Кириллова А. Г. погиб и был похоронен местными жителями. В той же могиле захоронены два неизвестных матроса Черноморского флота. В 1945 году на могиле был установлен обелиск. Постановлением Совета министров Республики Крым № 627 от 20 декабря 2016 года памятник отнесён к категории объектов культурно-исторического наследия России регионального значения. Также в центре села установлен памятный знак в честь воинов-односельчан, сражавшихся на фронтах Отечественной войны.
После освобождения Крыма от нацистов в апреле, 12 августа 1944 года было принято постановление № ГОКО-6372с «О переселении колхозников в районы Крыма» и в сентябре 1944 года в район приехали первые новоселы (162 семьи) из Житомирской области, а в начале 1950-х годов последовала вторая волна переселенцев из различных областей Украины. С 25 июня 1946 года Янцево в составе Крымской области РСФСР. Указом Президиума Верховного Совета РСФСР от 18 мая 1948 года, Янцево переименовали в Светлое. 26 апреля 1954 года Крымская область была передана из состава РСФСР в состав УССР. На 15 июня 1960 года село числилось в составе Новосельцевского сельсовета.
Указом Президиума Верховного Совета УССР «Об укрупнении сельских районов Крымской области», от 30 декабря 1962 года Азовский район был упразднён и село присоединили к Джанкойскому. На 1968 год село входило в состав Просторненского сельсовета, с 16 августа 1986 года — центр сельсовета. По данным переписи 1989 года в селе проживало 2403 человека. С 12 февраля 1991 года село в восстановленной Крымской АССР, 26 февраля 1992 года переименованной в Автономную Республику Крым.